# Saint-Didier (Vaucluse)
 Saint-Didier  es una población y comuna francesa, en la región de Provenza-Alpes-Costa Azul, departamento de Vaucluse, en el distrito de Carpentras y cantón de Pernes-les-Fontaines.
Está integrada en la Communauté d'agglomération du Grand Avignon.

## Demografía
| 795 | 1024 | 1067 | 1313 | 1657 | 1847 |
| Para los censos de 1962 a 1999 la población legal corresponde a la población sin duplicidades (Fuente: INSEE [Consultar]) |      |      |      |      |      |